# SJK
SJK（エス・ジェイ・ケイ）は、日本のファッションモデルの女性グループ。主なメンバーは渋谷系ギャルファッションの読者モデルたちによって編成されている。

## 概要
SJKは、芸能プロダクション「ラインプロダクツ（LINE PRODUCTS）」に所属するファッションモデル「ライン・ストリート（LINE STREET）」から選ばれ、渋谷系ギャルファッションの読者モデルたちで編成された女性グループである。
2010年にデビューし、ファッションショーやイベント、動画共有サービスの「Ustream」（渋谷ギャル部）などに出演し、読者モデルや素人の女の子が持つ可愛さをセールスポイントにしている。なお、SJKは「渋谷女子高生（Shibuya Joshi Kousei）」の頭文字から採られているが、メンバーには現役の女子高生だけでなく、専門学校生なども在籍している。

## メンバー
SJKの主なメンバーは下記の通り（五十音順）。ニックネームがそのままモデル名となっている。なお、現役の女子高生がメンバーの大半を占め、あくまでもニックネームであるため、新規や脱退の更新状況がSJKのオフィシャルサイトと異なる場合がある。また、渋谷ギャル部で自己紹介する際のモデル名などもSJKのオフィシャルサイトと異なる場合がある。
- あいぽ
- あいぽよん
- あちゃも
- あみるん
- あや
- あやちゃんぴ
- あゆちょ
- ありしゃん
- いづみん
- えりちむ
- えりちょす
- きょん
- さきんちょ
- さっちょ
- さやぽ
- たーた
- ちぃ坊
- ちなってぃー
- ちゃんはー
- なっつ
- なむに
- のんちゃん
- はあちゃん
- はるたむ
- はるる
- ひぃちゃん
- まなちゃん
- みきほい
- みーたん先生
- みーちゃん
- めい
- めえ
- めぐ
- もも
- やまみぃ
- ゆちゃん
- ゆったそ
- りぴたん
- わかぽちゃ

## 渋谷ギャル部
渋谷ギャル部（しぶやギャルぶ）は、渋谷シダックスビレッジ（シダックス）のUstreamスタジオからストリーミング放送されているトーク番組。毎回、SJKメンバーの数名が出演してMCを担当している。学校の放課後のような雰囲気に重点を置き、ファッションやショップ情報、メンバーの恋愛などについてトークが繰り広げられる。
なお、渋谷のファッションビルでアルバイトをしているメンバーが多いので、SHIBUYA 109などのバーゲンセール情報などもトークに織り込まれることが多い。
放送回と基本構成
放送：ストリーミング放送は、原則として毎週月曜日の夜9時から10時までの1時間番組である。以下、放送のあった年月日を記載した。
出演：出演者は、原則としてSJKメンバーのみで、メインMCは中央に座るメンバーが担当する。以下、出演者の名前を座席順に左から右へ記載した。なお、トークの最中にメンバーが画面外のマネージャーに話しかけることが度々あるものの、現時点でマネージャーが画面内に登場した回はない。
お題：原則として毎回8つのお題がメンバーの手書きで提示される。この中から幾つかのお題を選んでトークを繰り広げる。
備考：お題のトーク以外に、当日のファッションチェックや罰ゲーム、私物チェック（ガサ入れ）などがある。また、番組終盤にはメンバー募集の告知が行われている。
第1回「渋谷ギャル部 01」
放送：2010年
出演：ひぃちゃん・あみるん・えりちょす・はるる
お題：マイブーム・ダイエット・冬の流行り・フェチ・恋バナ・よく使う言葉・好きなおかし・最近の楽しいおはなし。
備考：SJK用語「たぬき」（伊達メガネやサングラスのこと）の由来、ファッションチェック、トラのお絵描きゲームなど。罰ゲームは、あみるんの「しまじろう風こどもちゃれんじ物真似」。
第2回「渋谷ギャル部 02」
放送：2010年11月29日
出演：なむに・あみるん・えりちょす・みーたん先生
お題：マイブーム・おりじなるワード・すきな曲・しゅみ・チーズについて・盛れるプリ機・渋谷について・BESTなX’mas。
備考：ファッションチェック、物真似ゲームなど。罰ゲームは、なむにの「エンゼル風コスプレ着替え」。
第3回「渋谷ギャル部 03」
放送：2010年12月13日
出演：あちゃも・はるる・えりちょす・さきんちょ
お題：男を落とすテク・大好きなお菓子（おかち）・心にグッときた映画・お薦め（おちゅちゅめ）つけまつげ（つけま）カスタマイズ・無人島にひとつだけ持っていくなら・物語の中に入るなら・ディズニーでLOVEなキャラ（ジブリ含む）・今まで生きてきて一番高額だったX’masプレゼント。
備考：ファッションチェック、セクシー顔ゲームなど。罰ゲームは、えりちょすの「ドヤ顔の落書き」。
第4回「渋谷ギャル部 04」
放送：2010年12月20日
出演：えりちむ・はるる・えりちょす・まなちゅん
お題：この回はお題のフリップがはっきり提示されず、各メンバーが取り上げる話題のみ口頭で読み上げた。「X’mas 何します」や「ショップ情報（109の福袋）」、「なりたいアニメキャラ」など。
備考：ファッションチェック、ぶりっ子ゲームなど。罰ゲームは、えりちむの「鼻血顔の落書き」。
第5回「渋谷ギャル部 05」
放送：2010年12月27日
出演：ありしゃん・はるる・えりちょす・あみるん
お題：なりたいディズニープリンセス・小さい頃なりたかった夢・お正月に必ずすること・すべらない話・今年1番楽しかったこと・好きな映画・やってみたいコスプレ・SJKのメンバーについて。
備考：ファッションチェック、ショップ情報、ドヤ顔ゲームなど。罰ゲームは、はるるの「激辛（タバスコ）トマトジュース一気飲み」。
第6回「渋谷ギャル部 06」
放送：2011年1月12日
出演：めぐ・はるる・ひぃちゃん・なむに
お題：お正月何してた・今年の目標は・初夢・趣味・許せない異性の行動・ペット飼うとしたら・旅行するなら・なりたいポケモン。
備考：ファッションチェック、メンバーのお気に入りグッズ紹介（テプラ・デコ携帯・ノートパソコン・ボディミスト）など。
第7回「渋谷ギャル部 07」
放送：2011年1月17日
出演：ありしゃん・はるる・もも
お題：国内で行きたい所は・好きな季節は・好きなファッション・今一番したいことは・お薦め曲について・好きな男性の仕草・香水について・うちの家の味。
備考：ファッションチェック、愛用バッグ（GOLDS infinity、MEJANEなど）の中身紹介（Victoria's Secret、Mary Quant、Samantha Thavasa、メイク道具、iPod、プリクラ、午後の紅茶など）。
第8回「渋谷ギャル部 08」
放送：2011年1月24日
出演：もも・なむに・えりちょす・ちゃんはー
お題：お薦め曲・好きな季節・愛用の香水・国内で行きたい所・好きな男性のファッション・自分のカラオケの十八番・反応しちゃう匂い・憧れの芸能人（女性）。
備考：ファッションチェック、愛用バッグ（Pinky & Dianne、GILFY、CHANELなど）の中身紹介（Louis Vuitton、Chloé、iPhone、メイク道具、トランプ、携帯灰皿、プリクラ、い・ろ・は・す、チュッパチャプス、ミンティア、黒おしゃぶり昆布など）。
第9回「渋谷ギャル部 09」
放送：2011年1月31日
出演：えりちょす
ゲスト：あそち（右、阿曽千佳、ビーマス所属モデル）、nAo（左、シンガーソング・モデル）
備考：この日はインフルエンザでダウンしたメンバーが多く、SJKからはえりちょす一人だけの出演となった。その為、特にお題を決めず、ゲストたちとのフリートークになった。他に、ファッションチェック、視聴者プレゼント（nAoのCD「Strawberry Heart」）など。
第10回「渋谷ギャル部 10」
放送：2011年2月7日
出演：きょん・あや
ゲスト：美留香（ものまね芸人）
お題：この回はお題のフリップがはっきり提示されず、各メンバーが取り上げる話題のみ口頭で読み上げた。「初キス」や「初恋」、「付き合いたい（好きな）芸能人」など。後半は、「美留香のものまね講座（浜崎あゆみ、YOU、真矢みき、CHARA、中川翔子）」が中心となった。
備考：ショップ情報、ファッションチェックなど。
第11回「渋谷ギャル部 11」
放送：2011年2月21日
出演：ありしゃん・えりちょす・なむに
お題：地元の自慢話・バレンタイン何してた・やってみたい職業・挑戦してみたい髪型・盛れる自撮り・聴いてて高まる曲・行ってみたい国・お薦めの食べ合わせ。
備考：ファッションチェック、愛用バッグ（GOLDS infinity、GILFY）の中身紹介（Mary Quant、Maybelline、Victoria's Secret、ハローキティ、DHCメリロート、ヘルシア、アロンアルフア、普通免許問題集など）。
第12回「渋谷ギャル部 12」
放送：2011年3月7日
出演：なむに・えりちょす・きょん
お題：なんでキティちゃんは猫なのに猫飼ってんの・この春着たいファッションは・ホワイトデーにして欲しいこと・最近やらかしたこと・得意料理・髪染めるなら市販派？美容院派？・焼き肉行ったら必ず頼むもの・今一番欲しいもの。
備考：キティちゃんの魅力、ファッションチェック、ノベルティのショップ情報、ディズニーとスケバン刑事など。今回から体重を公開測定し、夏に向けてダイエットに励む企画がスタートした。
第13回「渋谷ギャル部 13」
放送：2011年4月4日
出演：めえ・えりちょす・なむに
お題：番組冒頭、2011年3月11日に発生した東日本大震災（東北地方太平洋沖地震）について、メンバー自身や知人達の被災体験が語られた。その為、お題は用意されずにフリートーク中心となった。なお、SJKでは募金活動を実施しており、この様子はオフィシャルブログ「SJK Line Products Model Section」でも綴られている。
備考：えりちょすが月曜日の更新を担当しているファッション雑誌『egg』の女子高生ブログ（egg JK’s BLOG） 「eJB」、ファッションチェック、第2回公開体重測定など。